# Asiotmethis muricatus
Asiotmethis muricatus är en insektsart som först beskrevs av Peter Simon Pallas 1771.  Asiotmethis muricatus ingår i släktet Asiotmethis och familjen Pamphagidae.

## Underarter
Arten delas in i följande underarter:
- A. m. muricatus
- A. m. australis
- A. m. fasciatus
- A. m. lugubris
- A. m. rubripes